# Dirce oriplancta
Dirce oriplancta är en fjärilsart som beskrevs av Turner 1925. Dirce oriplancta ingår i släktet Dirce och familjen mätare. Inga underarter finns listade i Catalogue of Life.